# بزرگراه میان‌ایالتی ۳۷
بزرگراه میان ایالتی ۳۷ (به انگلیسی: Interstate-37، مخفف:I-37) یکی از بزرگراه‌های میان ایالتی آمریکاست. که مسیر شمالی-جنوبی داشته و زیرمجموعه ندارد.